# St. Stephan (Egenburg)

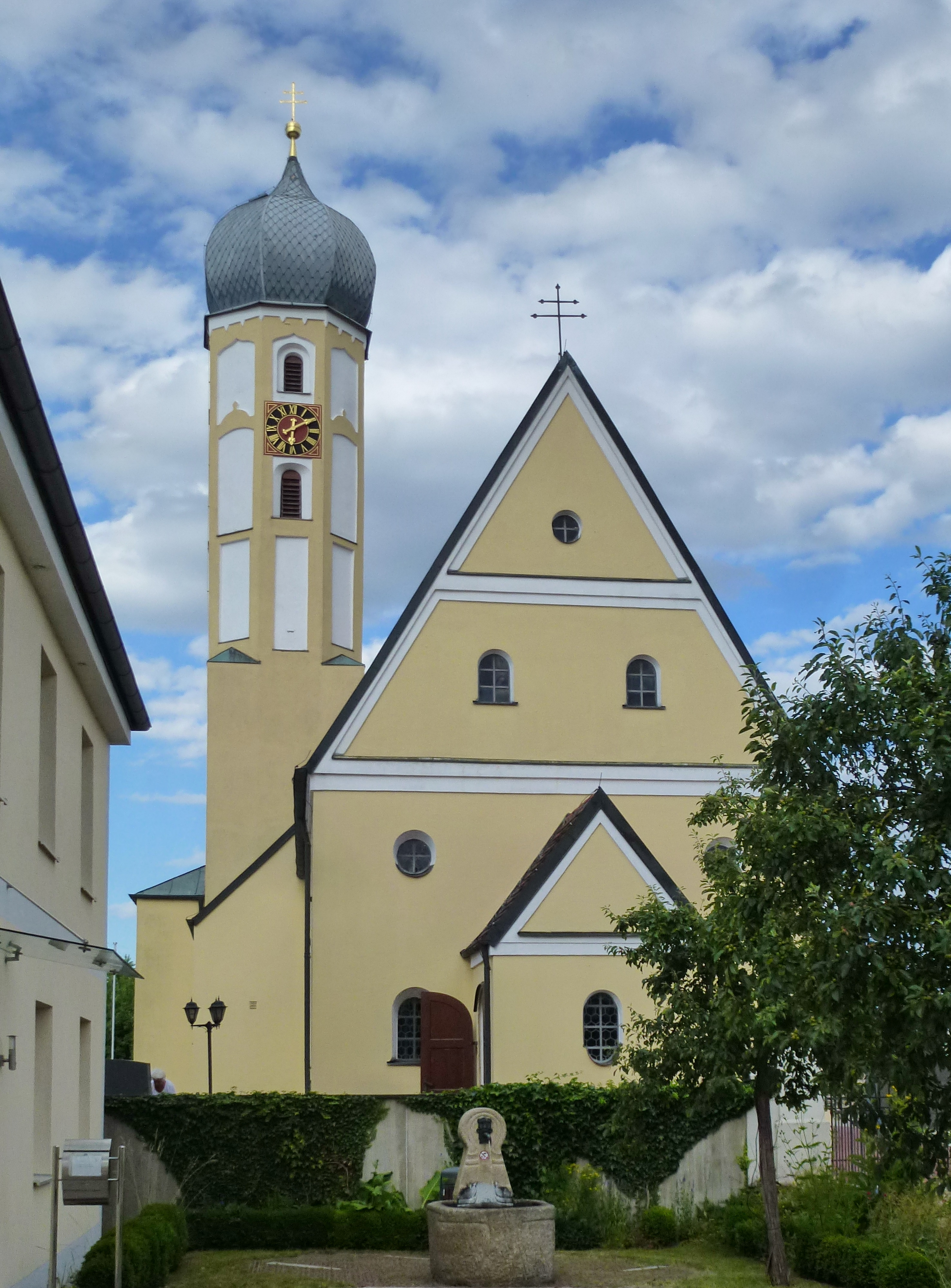
St. Stephan in Egenburg

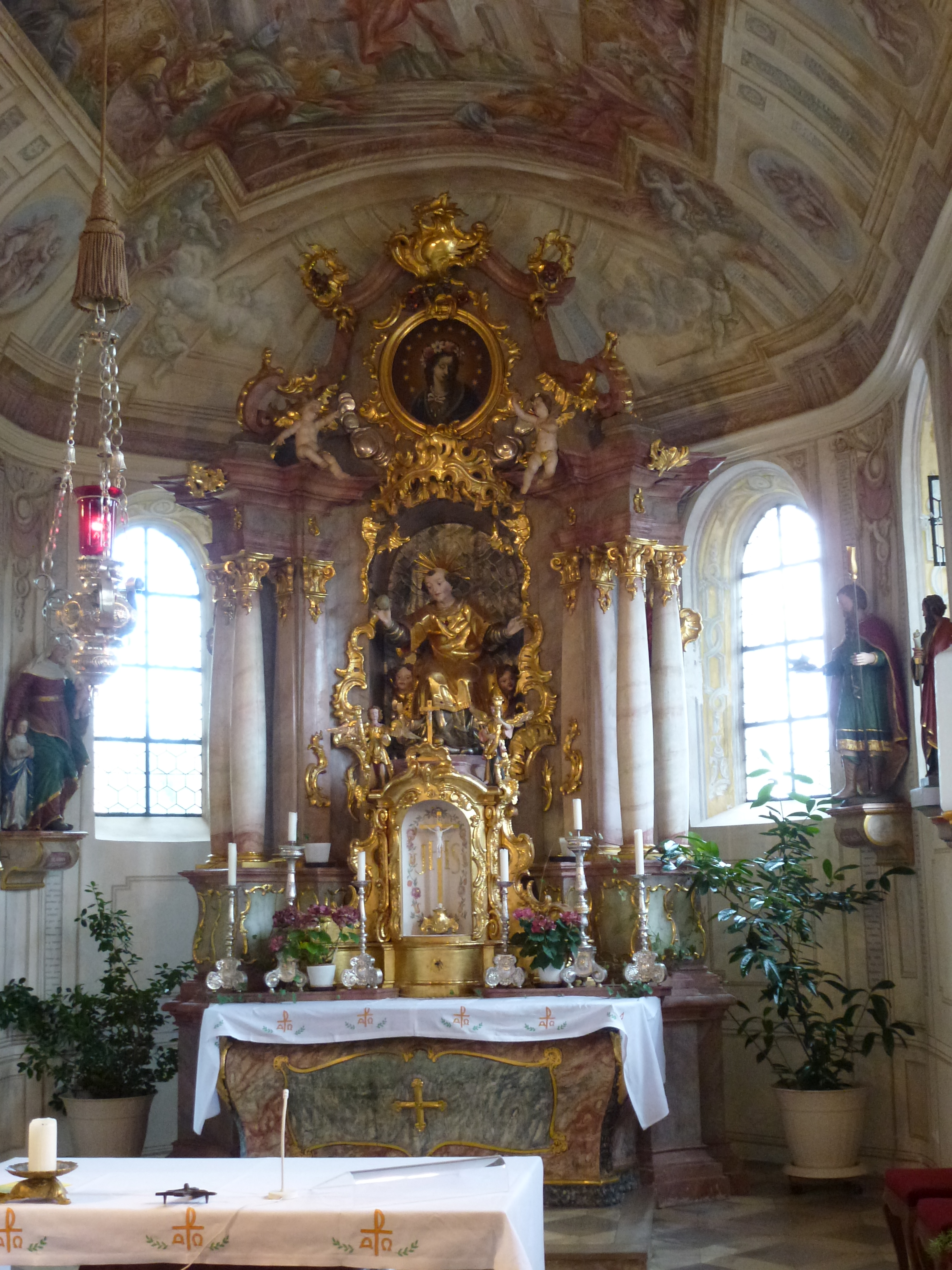
Hochaltar

Die römisch-katholische Pfarrkirche St. Stephan steht im Pfarrdorf Egenburg der Gemeinde Pfaffenhofen an der Glonn im oberbayerischen Landkreis Dachau. Das Bauwerk ist in der Liste der Baudenkmäler in Pfaffenhofen an der Glonn als Baudenkmal unter der Nr. D-1-74-137-6 eingetragen. Die Kirche gehört zum Dekanat Dachau im Erzbistum München und Freising.

## Beschreibung
Die im Kern spätgotische Saalkirche wurde nach einem Brand 1704 erneuert. Sie besteht aus einem Langhaus mit fünf Jochen, einem eingezogenen, dreiseitig geschlossenen Chor im Osten und einem Chorflankenturm auf quadratischem Grundriss an der Nordwand des Chors, dessen achteckige Obergeschosse mit einer Zwiebelhaube abschließen. In der Nordwestecke von Langhaus und Chorflankenturm ist eine 1740 errichtete Kapelle angebaut, die im 19. Jahrhundert nach Westen verlängert wurde. 
Die Fresken an der Decke des Langhauses und der des Chors werden Johann Nepomuk Schöpf zugeschrieben, die Skulptur des Johannes Nepomuk in der Kapelle wird Johann Adam Schöpf zugeschrieben. Die Altäre aus der zweiten Hälfte des 18. Jahrhunderts sind im Stil von Johann Luidl gestaltet.

## Orgel

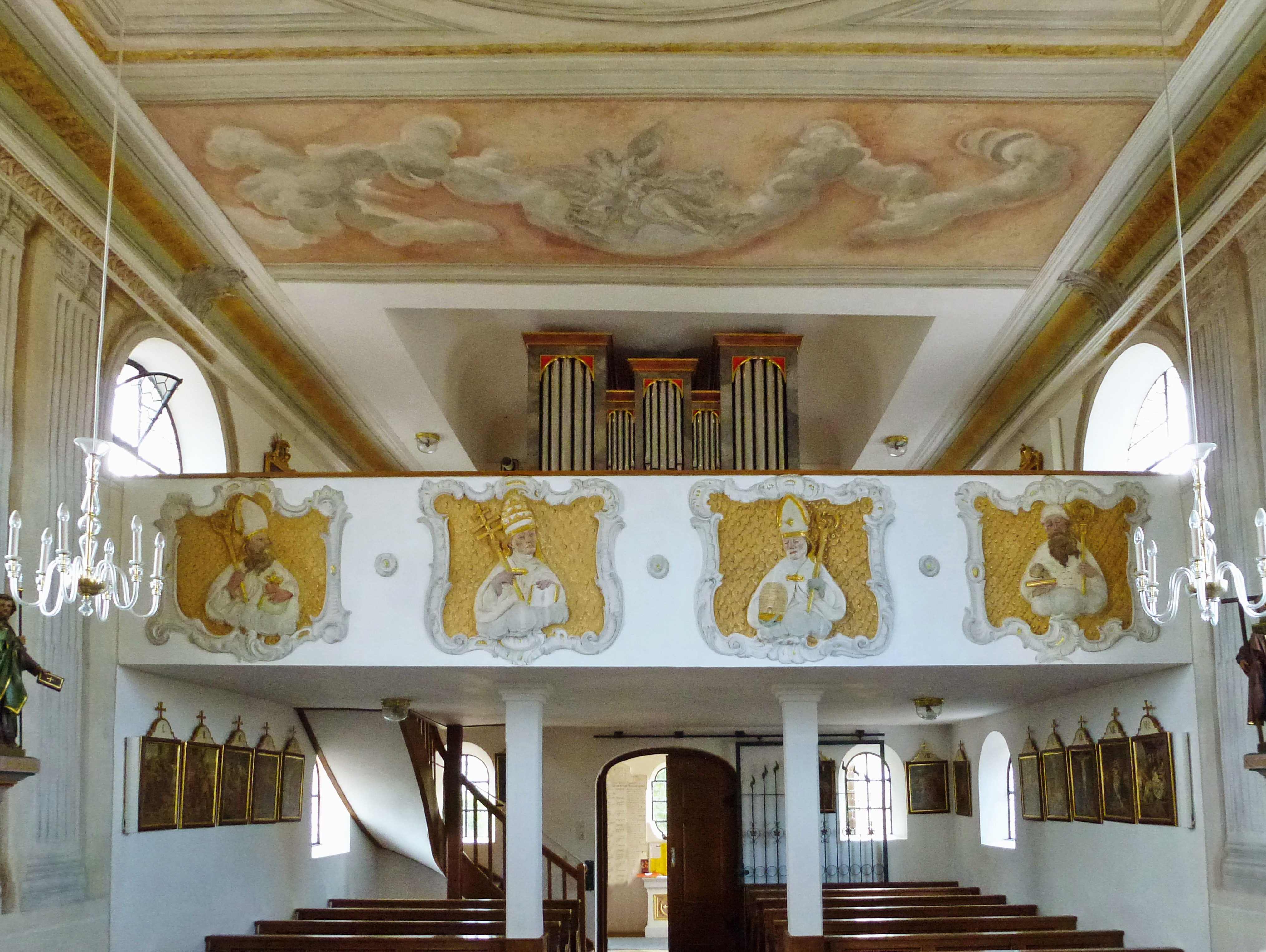
Offner-Orgel

Die Orgel umfasst elf Register auf zwei Manualen und Pedal mit Schleifladen und mechanischer Spiel- und Registertraktur. Sie wurde von Maximilian Offner im Jahr 1994 neu gebaut. Die Disposition lautet:
| I Hauptwerk   |       |
| Flötprincipal | 8′    |
| Gemshorn      | 8′    |
| Oktav         | 4′    |
| Superoktav    | 2′    |
| Mixtur III    | 1 ⁄3′ |

| II Nebenwerk |              |
| Rohrflöte    | 8′           |
| Gedecktflöte | 4′           |
| Sesquialter  | 2 ⁄3′+1 3⁄5′ |
| Krummhorn    | 8′           |

| Pedal      |     |
| Subbaß     | 16′ |
| Gedecktbaß | 8′  |